# Polycope schulzi
Polycope schulzi är en kräftdjursart som beskrevs av Walter Klie 1950. Polycope schulzi ingår i släktet Polycope, och familjen Polycopidae. Arten är reproducerande i Sverige.